# Arsabenzol
Arsabenzol ist ein aromatischer Heterocyclus, der neben Kohlenstoff und Wasserstoff ein Arsenatom enthält. Die Summenformel lautet C5H5As. Es ist somit ein schwereres Homologes von Pyridin und Phosphabenzol und zählt zu den Heterobenzolen mit der allgemeinen Formel C5H5E (E = N, P, As, Sb, Bi).

## Struktur
Arsabenzol ist planar. Der C–C-Bindungsabstand beträgt 139 pm, der As–C-Bindungsabstand 185 pm. Das ist 6,6 % kürzer im Vergleich zu einer „normalen“ As–C-Einfachbindung.

## Darstellung
Die erste Synthese eines substituierten Arsaabenzols – genauer 9-Arsaanthracen – wurde von Peter Jutzi und Friedrich Bickelhaupt beschrieben.
Eine Synthese für Arsaabenzol wurde ausgehend von Arsentrichlorid beschrieben:
CH2(CHCH)2SnBu2 + AsCl3 → CH2(CHCH)2AsCl + Bu2SnCl2
CH2(CHCH)2AsCl → C5H5As + HCl

## Eigenschaften und Reaktionen
Arsabenzol ist luftempfindlich und hat einen zwiebelartigen Geruch. Beim Erwärmen zersetzt es sich.
Arsabenzol kann elektrophil substituiert  werden und zwar in der ortho- und para-Position, so ist z. B. eine Friedel-Crafts-Acylierung möglich.

## Vergleich mit anderen Heterobenzolen
Allen Heterobenzolen ist ihre Aromatizität gemeinsam. Die Stabilität nimmt mit der Ordnungszahl des Heteroatoms ab. Nachfolgend sind die Bindungslängen und -winkel der Heterobenzole der 15. Gruppe des Periodensystems dargestellt (von links nach rechts: Pyridin, Phosphabenzol, Arsabenzol, Stibabenzol und Bismabenzol):
Die mit steigender Ordnungszahl geringer werdende Stabilität hängt damit zusammen, dass eine [4+2]-Cycloaddition bevorzugt schon bei niedrigen Temperaturen abläuft und die Isolierung der Reinsubstanzen folglich z. T. unmöglich ist.
Arsabenzol ist weniger basisch als Pyridin und unreaktiv gegenüber Lewis-Säuren. Trifluoressigsäure protoniert Arsabenzol nicht.
Eine Zusammenstellung von Eigenschaften, Synthesen und Reaktionen der Pyridin-Homologen Phosphabenzol und Arsabenzol lieferte Gottfried Märkl 1982.